# Wildensee (Kranzberg)

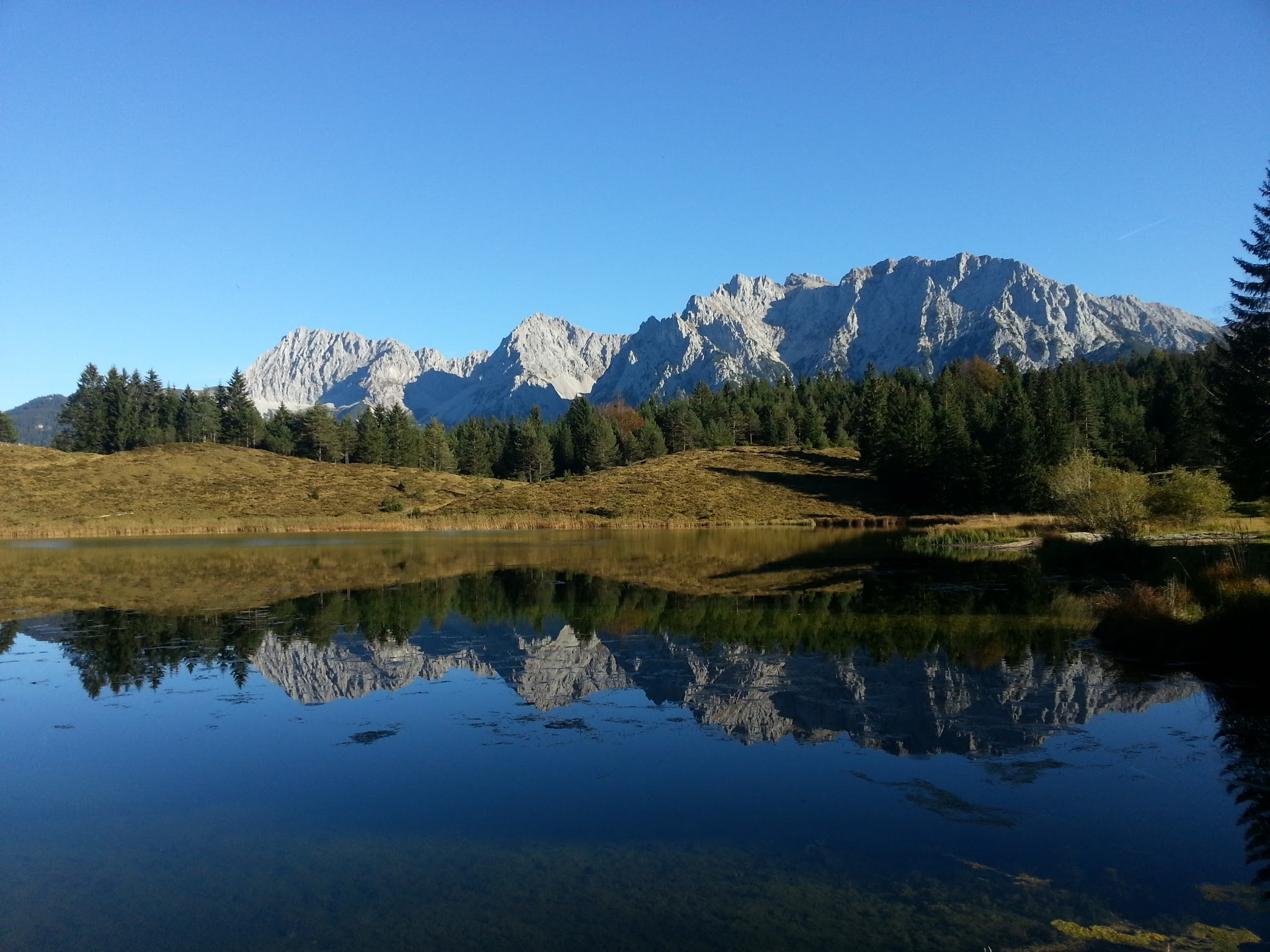
Wildensee, Blick auf den Karwendel im Herbst

Der Wildensee ist ein Bergsee in der Gemeinde Mittenwald im oberbayrischen Landkreis Garmisch-Partenkirchen.
Er liegt etwa 2,5 km nordwestlich von Mittenwald auf 1136 m Seehöhe, am Kranzberg gegenüber dem Karwendelgebirge. Er ist etwa eine Gehstunde vom Ort Mittenwald entfernt.
Der nur 2 m tiefe See ist einer der wärmsten Badeseen in der Umgebung. Er entwässert über den Roßgraben in den Kranzbach.
Ein Badestrand ist vorhanden, unmittelbar im Südwesten befindet sich der Berggasthof Wildensee im gleichnamigen Ort.
Der See hat ein kleines Einzugsgebiet. Bei schneearmen Wintern mit anschließend geringen Regenmengen droht er auszutrocknen, dies war 2007 und 2025 der Fall.